# ميلينكو توبيتش
ميلينكو توبيتش (بالصربية: Миленко Топић) مواليد 6 مارس 1969 في جمهورية صربيا الاشتراكية، هو لاعب كرة سلة صربي معتزل. بدأ مسيرته الاحترافية في سنة 1988. مثّل منتخب بلاده. شارك في دورة الألعاب الأولمبية الصيفية سنة 1996. حقق المركز الأول في بطولة كأس العالم لكرة السلة 1998. اعتزل اللعب في 2008.

## المسيرة الاحترافية
لعب مع نادي ريد ستار لكرة السلة من سنة 1997 إلى 1999، ثم لعب مع نادي بودوشنوست لكرة السلة من سنة 1999 إلى 2001، ثم لعب مع منز سانا 1871 باسكت في موسم 2001–2002، ثم لعب مع أولمبيا ميلانو في الدوري الإيطالي في موسم 2003–2004.

## سجل المنافسة
شارك في المنافسات التالية:
- بطولة أمم أوروبا لكرة السلة 1997
- بطولة أمم أوروبا لكرة السلة 1999
- الألعاب الأولمبية الصيفية 1996

## الميداليات
| الميدالية | المسابقة                         |
| --------- | -------------------------------- |
| فضية      | الألعاب الأولمبية الصيفية 1996   |
| ذهبية     | بطولة كأس العالم لكرة السلة 1998 |
| ذهبية     | بطولة أمم أوروبا لكرة السلة 1997 |
| برونزية   | بطولة أمم أوروبا لكرة السلة 1999 |

## روابط خارجية
- ميلينكو توبيتش على موقع الاتحاد الدولي لكرة السلة (الإنجليزية)
- ميلينكو توبيتش على موقع الدوري الأوروبي لكرة السلة (الإنجليزية)
- ميلينكو توبيتش على موقع كرة السلة الأوروبية.كوم (الإنجليزية)
- ميلينكو توبيتش على موقع ريلجم (الإنجليزية)
- ميلينكو توبيتش على موقع بروبوليرز (الإنجليزية)
- ميلينكو توبيتش على موقع سبورتس رفرنس (الإنجليزية)
- ميلينكو توبيتش على موقع أوليمبيديا (الإنجليزية)